# 烏特勒支中央車站

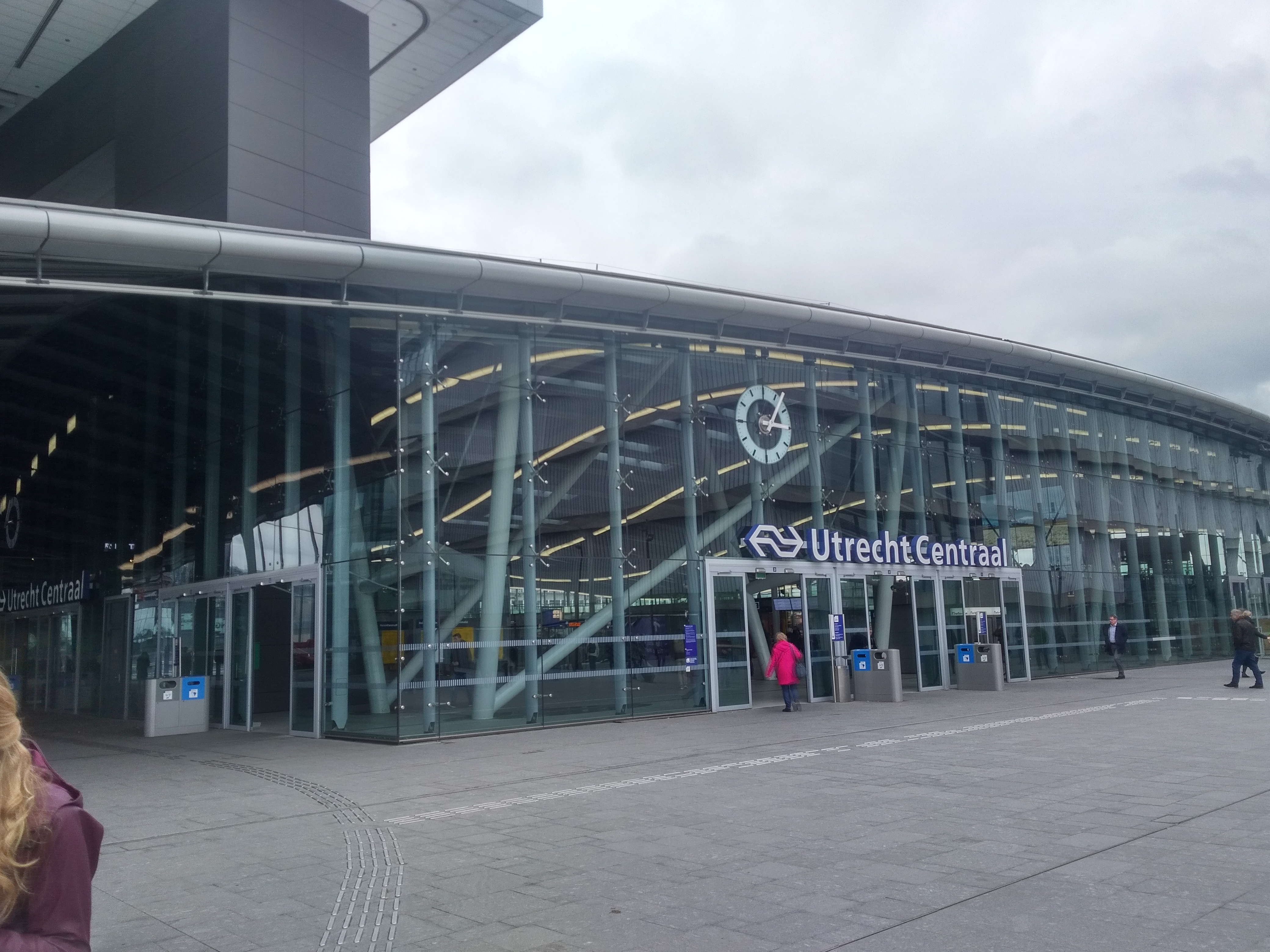
車站入口處

烏特勒支中央車站（荷蘭語：Station Utrecht Centraal）是荷蘭烏特勒支的主要鐵路車站。

## 历史
啟用於1843年12月18日，現有的主體建築則是在2008年至2016年期間新建的；它是荷蘭規模最大及最繁忙的火車站之一，擁有16座月台（其中12個通過軌道），每天有超過207,360名乘客利用該站，高居荷蘭第一位，甚至多於阿姆斯特丹中央車站。由於烏得勒支位於荷蘭的中心地帶，烏特勒支中央車站也成為該國最重要的鐵路樞紐，每天有超過1000列火車從這個火車站出發，使其成為荷蘭最大的火車站。